# Tropico 6
Tropico 6 là một game mô phỏng chính trị và xây dựng, quản lý thuộc dòng game Tropico, phát triển bởi hãng Limbic Entertainment, phát hành bởi hãng Kalypso Media, và được công bố tại E3 2017. Ban đầu dự định phát hành năm 2018, Tropico 6 đã được thiết lập để phát hành trên Microsoft Windows, macOS và Linux vào ngày 25 tháng 1 năm 2019, với một bản phát hành trên các hệ máy console dự kiến ra mắt vào mùa hè năm 2019. Tuy nhiên, vào ngày 8 tháng 1 năm 2019, giám đốc điều hành của Kalypso là Simon Hellwig đã tuyên bố rằng việc phát hành sẽ bị trì hoãn đến ngày 29 tháng 3, đồng thời thưởng cho những người đặt hàng trước ngày 10 tháng 1 với DLC đầu tiên, dự kiến phát hành vào mùa hè, miễn phí.
Vào ngày 7 tháng 6 năm 2019, Tropico 6 được phát hành trên Xbox One như một phần của chương trình Xbox Game Preview.

## Lối chơi
Giống như các phiên bản khác trong sê-ri, người chơi vào vai "El Presidente", lãnh đạo quốc đảo Tropico trong vùng Caribe. Tương tự như Tropico 5, có bốn thời kỳ: Thuộc địa (Colonial), Thế chiến (World Wars), Chiến tranh Lạnh (Cold War), và Hiện đại (Modern). Không giống như các phiên bản khác trong sê-ri khi Tropico chỉ bao gồm một hòn đảo, Tropico 6 cho phép người chơi bắt đầu sự nghiệp trên một quần đảo gồm các hòn đảo nhỏ hơn, người chơi chỉ cần xây dựng những cây cầu (trong thời kỳ Thế chiến và sau đó) từ hòn đảo ban đầu của họ đến các đảo khác trong chuỗi đảo. Theo nhà thiết kế nội dung cấp cao Johannes Pfeiffer, Tropico 6 sẽ có các công dân được "mô phỏng toàn diện", trong đó các hành động của chính phủ El Presidente đối với toàn thể công dân có thể ảnh hưởng đến năng suất và thậm chí có thể dẫn đến một cuộc nổi dậy. Ngoài việc tùy chỉnh El Presidente của riêng họ (dù là nam hay nữ), người chơi cũng có thể tùy chỉnh dinh tổng thống.

## Đón nhận
Tropico 6 đã nhận được đánh giá "nói chung đầy thuận lợi" từ giới phê bình trên trang web tổng hợp kết quả đánh giá Metacritic; phiên bản PC nhận được xếp hạng 78/100 dựa trên 43 đánh giá. Tropico 6 là trò chơi bán chạy nhất trong nhượng quyền thương mại, với doanh thu mà nó tạo ra cao hơn 50% so với sản phẩm đầu tay của Tropico 5'.